# Proszynskiana deserticola
Proszynskiana deserticola là một loài nhện trong họ Salticidae.
Loài này thuộc chi Proszynskiana. Proszynskiana deserticola được Dmitri Viktorovich Logunov miêu tả năm 1996.